# استروبليبس فورمس
استروبليبس فورمس هو نوع من أنواع سمك السلور الذي ينتمي إلى عائلة Astroblepidae. ويوجد بالقرب من نهر أوكايالي في بيرو.

## References
1. ↑  The IUCN Red List of Threatened Species 2022.2 (بالإنجليزية), 9 Dec 2022, QID:Q115962546
2. ↑  "Astroblepus formosus". FishBase. مؤرشف من الأصل في 2009-10-09. اطلع عليه بتاريخ 2014-07-02.
3. ↑  "Astroblepus formosus". aquatab.net. مؤرشف من الأصل في 2017-07-30. اطلع عليه بتاريخ 2014-07-02.